# Doble vida (telenovela)
Doble vida fue una telenovela argentina de corte moderno, producida por Endemol Argentina para América TV en 2005.

## Historia
Comenzó el 3 de mayo de 2005, de martes a viernes a las 22:15. Luego, pasó a las 23:00, y finalmente, a las 00:00 (UTC -3), porque a pesar de ser una novela muy original, no obtuvo los resultados esperados y después del primer impacto, la historia y los números de índice de audiencia bajaron.
La telenovela fue escrita por Marcelo Camaño y Guillermo Salmerón, y protagonizada por Jorge Marrale, Felipe Colombo, Esteban Pérez, Romina Ricci y Moria Casán.

## Sinopsis
Pastor (Felipe Colombo) y Mauro (Esteban Pérez), primos y amigos, conocen en Río de Janeiro a Álex (Gonzalo Valenzuela). A los tres, luego de una noche festiva, les cambiará la vida. 
Pastor debe regresar a Buenos Aires porque ha muerto su madre, Silvia (Patricia Viggiano). Poco después, se sabe que fue asesinada en un oscuro juego mafioso, en el cual todos los integrantes de la familia formarán parte del círculo sospechoso.
Por su parte, Álex y Mauro centrarán sus vidas en las consecuencias de aquella noche carioca y en sus propias historias de amor.
Las mujeres de esta historia estarán centradas en tres personajes destacables: Violeta (Romina Ricci), Lourdes (Bárbara Lombardo) y Sabrina (Moria Casán).
Violeta la viene pasando mal. Tiene a su marido en estado vegetativo y vive precariamente con la suegra. Por un entredicho en su trabajo, tiene problemas con su superior y finalmente se queda en la calle. Así, a través de un contacto, llega a Sabrina, fotógrafa del ambiente artístico y prestigiosa "madama moderna" que maneja un importante book con profesionales de la prostitución de gran nivel. Violeta se llena de dudas, pero no tiene más que mirar para aceptar: está decidida a no pasar hambre y poder pagar un buen tratamiento para su marido. Y se le une un imprevisto: el regreso de Europa de su hermana, Lourdes, quien había viajado para intentar suerte, pero vuelve dolida de amor y embarazada.
Entre estos seis personajes pulularán las diferentes y más fuertes historias de amor de la novela. Por otro lado, se verán los secretos y desventuras de la clínica de cirugías estéticas dirigida por Leonardo (Jorge Marrale), uno de los cirujanos plásticos más reconocidos del país.
Amor, misterio, suspenso, comedia, drama, situaciones familiares y sexo son los temas que atraviesa esta historia.

## Elenco y personajes

### Elenco Protagónico
- Jorge Marrale como Leonardo.
- Felipe Colombo como Pastor.
- Esteban Pérez como Mauro.
- Gonzalo Valenzuela como Álex.
- Romina Ricci como Violeta.
- Bárbara Lombardo como Lourdes.
- Moria Casán como Sabrina.

### Elenco Principal
- Pampita como Ema.
- Valentina Bassi como Soraya.
- Daniel Kuzniecka como Michael.
- Iván González como Federico.
- Agustina Lecouna como Malena.
- Adrián Navarro como Rafa.
- Guillermo Pfening como Darío.
- Juana Viale como Paula.
- Pamela David como Rosario.
- Fernanda Neil como Sagrario.

### Actuaciones Estelares
- Max Berliner como Evaristo.
- Norberto Díaz como Barreiro.
- Claudia Lapacó como Ángela.
- Patricia Viggiano como Silvia/Clara.

### Participaciones
- Sandra Ballesteros como Ágata.
- Fabio Aste como Nacho.
- Carolina Peleritti como Elena.
- Roberto Carnaghi como Marcos.
- Javier Lombardo como Oscar.
- María Fernanda Callejón como Ivana.
- Patricia Etchegoyen como Nora.
- Rolo Puente como Escobar.
- Alejo Ortiz como violador.
- Pablo Palavecino como Trabuco.